# Ufficio europeo delle sostanze chimiche
Fino al 2008, l'Ufficio europeo delle sostanze chimiche (ECB), con sede sede ad Ispra, in Italia, sotto la responsabilità dell'Istituto per la Salute e la Protezione del Consumatore (Institute for Health & Consumer Protection - IHCP) del Centro Comune di Ricerca della Commissione europea, è stato il principale centro di gestione dei dati e delle procedure di valutazione delle sostanze chimiche nell'Unione europea. Nel 2008, terminato il suo compito, l'ECB ha trasferito alcune delle sue attività all'Agenzia europea delle sostanze chimiche; altre attività sono state conservate dall'Istituto per la Salute e la Protezione del Consumatore - IHCP della Commissione europea
Il JRC-IHCP ha conservato la gestione delle attività relative al Programma di Revisione della valutazione del rischio dei biocidi, all'elaborazione di una metodologia per il futuro Regolamento sulla Prioritarizzazione delle sostanze chimiche e alle relative norme di qualità ambientale - Environmental Quality Standards (EQS) e, infine, all'armonizzazione dei metodi di test e dei cosiddetti 'non-testing methods' (ad es. QSARs).

## Competenze
L'Ufficio europeo delle sostanze chimiche forniva supporto scientifico e tecnico alla concezione, sviluppo, implementazione e monitoraggio delle politiche dell'Unione europea relative alle sostanze chimiche e ai prodotti di consumo. L'ECB coordinava i programmi di valutazione del rischio inerenti ai rischi per i lavoratori, i consumatori e l'ambiente derivanti dalle sostanze esistenti e da nuove sostanze. L'ECB elaborava inoltre documenti di orientamento e strumento a supporto dei seguenti settori: normativa REACH (registrazione, valutazione, autorizzazione e restrizione delle sostanze chimiche), normativa sul metodi di prova, del Sistema Armonizzato Globale di Classificazione ed Etichettatura delle Sostanze Chimiche (Globally Harmonised System of Classification and Labelling of Chemicals, GHS), notifica delle nuove sostanze, scambio di informazioni sull'importazione e l'esportazione di sostanze pericolose, sviluppo e armonizzazione dei metodi di prova e autorizzazione dei biocidi.

## Biocidi
Le attività relative ai 'Biocidi' fornivano supporto scientifico e tecnico relativo all'approvazione di sostanze attive nei prodotti biocidi, come previsto dalla Direttiva 98/8/CE (Direttiva sui biocidi, in inglese "BPD") relativa all'immissione sul mercato dei biocidi. Attualmente queste attività sono state trasferite al Gruppo 'Biocidi' nell'ambito dell'IHCP. A partire dal 2013, con l'entrata in vigore di un nuovo regolamento sui biocidi, tali attività saranno trasferite all'Agenzia europea per le sostanze chimiche (ECHA (European Chemicals Agency)).

## Sostanze esistenti
Le attività relative alle 'Sostanze esistenti' (Existing Chemicals) fornivano supporto tecnico e scientifico alla Commissione europea relativamente alla raccolta dati, alla definizione di priorità e fasi di valutazione dei rischi, ai sensi del Regolamento (CEE) n. 793/93 del Consiglio, del 23 marzo 1993, relativo alla valutazione e al controllo dei rischi presentati dalle sostanze esistenti.

## Nuove sostanze
Le attività relative alle 'Nuove sostanze' comprendevano:
- Coordinamento del sistema di notifica UE e la valutazione dei rischi presentati dalle nuove sostanze (Direttiva 67/548/CEE, inclusi gli Allegati VII e VIII; Direttiva 93/67/CEE).
- Gestione del database delle Nuove sostanze (New Chemicals Database, NCD) conservato in un'area securizzata e accessibile solo agli utenti autorizzati.
- Compilazione della lista europea delle sostanze chimiche notificate (European LIst of Notified Chemical Substances, ELINCS).
- Supervisione di riunioni tecniche e scientifiche e di riunioni di gruppi di lavoro, per consentire alle autorità competenti degli Stati membri di discutere problemi derivanti dall'attuazione delle direttive.

## ESIS
ESIS, il sistema di informazione europea sulle sostanze chimiche (European chemical Substances Information System) è un sistema informatico che fornisce informazioni sulle sostanze chimiche attraverso varie liste. Il database ESIS include le seguenti componenti (N.B.: dal 2008, i database contrassegnati con il simbolo ++ sono stati trasferiti ad ECHA, l'Agenzia europea per le sostanze chimiche, che ne garantirà l'aggiornamento):
- EINECS (European Inventory of Existing Commercial chemical Substances);
- ++ELINCS (European List of Notified Chemical Substances);
- NLP (No-Longer Polymers);
- BPD (Biocidal Products Directive) active substances;
- ++PBT (Persistent, Bioaccumulative, and Toxic) or vPvB (very Persistent and very Bioaccumulative);
- ++CLP/GHS (Classification, Labelling and Packaging of substances and mixtures), CLP implements the Globally harmonised System (GHS);
- ++HPVCs (High Production Volume Chemicals) and LPVCs (Low Production Volume Chemicals), including EU Producers/Importers lists;
- ++IUCLID Chemical Data Sheets, OECD-IUCLID Export Files, EUSES Export Files;
- ++Priority Lists, Risk Assessment process and tracking system in relation to Council Regulation (EEC) 793/93 also known as Existing Substances Regulation (ESR).